# Washington Grove
La ville de Washington Grove est située dans le comté de Montgomery, dans l’État du Maryland, aux États-Unis. Sa population s’élevait à 505 habitants lors du recensement de 2020.